# Be Your Own Pet
Be Your Own Pet, ook bekend als BYOP, is een Amerikaanse garagerockband. De band gaf twee albums en een aantal singles uit en besloten in 2008 uit elkaar te gaan. De muziek van de band is vergelijkbaar met de Yeah Yeah Yeahs.
Het debuutalbum alsook de opvolger verschenen op het toonaangevende onafhankelijke platenlabel Ecstatic Peace van Thurston Moore.
De band trad in haar korte bestaan meerdere keren op in Nederland. Eén keer in de Melkweg in Amsterdam, één keer in Doornroosje in Nijmegen, twee keer op het Motel Mozaïque festival en één keer op Lowlands.
Op 15 maart 2022 werd bekend dat ze terug repeteren en enkele optredens op til hebben staan.